# Tepotzotlán
Tepotzotlán est une ville de l'État de Mexico, située à 43 km au NORD de la capitale Mexico.

## Toponymie
L'origine du nom provient de la langue nahuatl : les mots « Tepotzotli » (bosse) et « tlan » (à côté) associés pour signifier contre la bosse. Ceci fait référence au massif montagneux qui constitue le paysage de la région.

## Historique

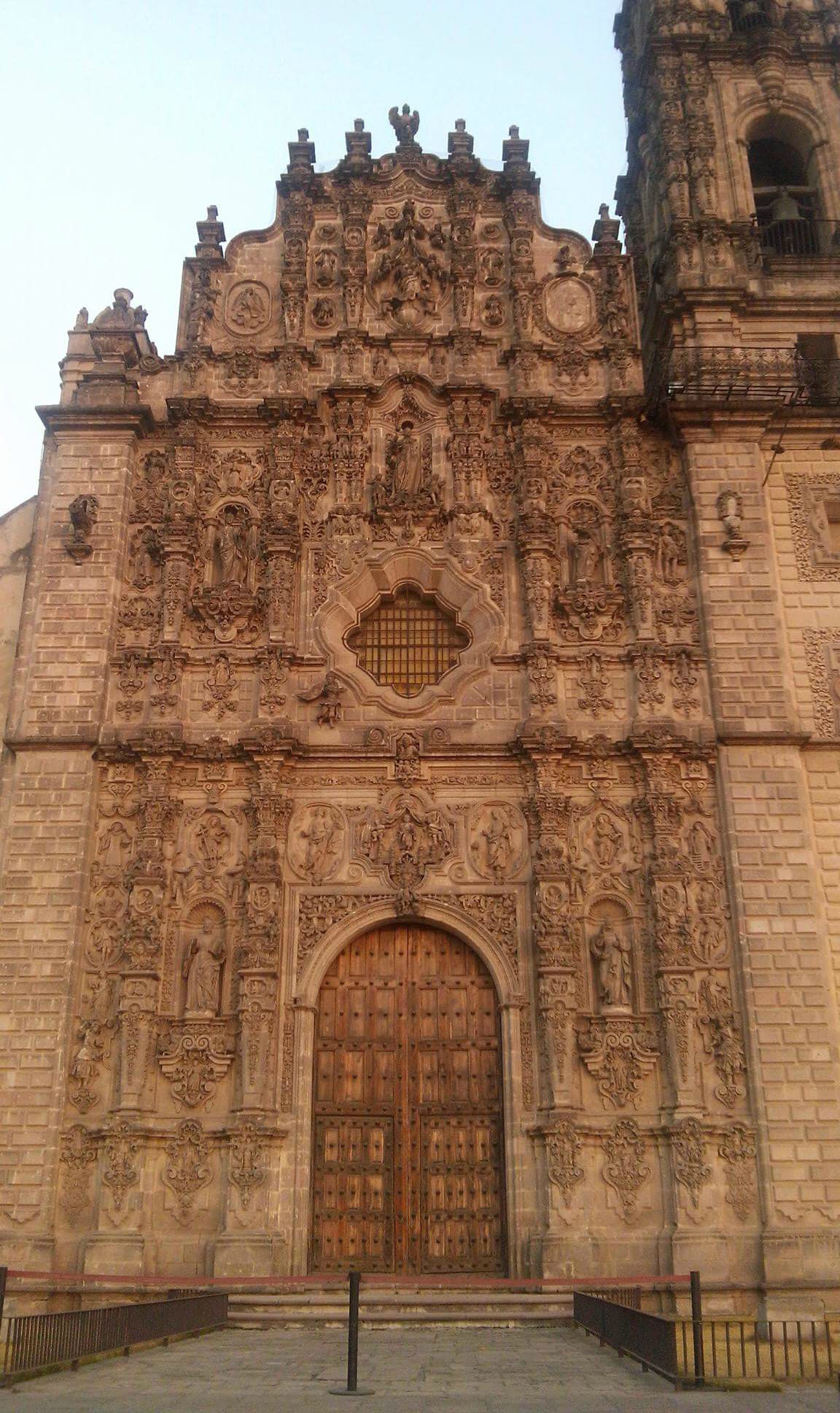
L'ancienne cathédrale Saint-François-Xavier de Tepotzotlán, abrite aujourd'hui le musée de la vice-royauté.

Tepotzotlán a d'abord été peuplée par les Otomis. 
Après la colonisation, la ville devint une dépendance du couvent de San Francisco de Cuautitlán et, vers 1580, fut cédée aux Jésuites. Le premier prêtre jésuite Nahua, Antonio del Rincón, y fut actif à la fin du XVIe siècle.

## Lieux remarquables
- Le Museo del Virreinato (musée de la vice-royauté de la Nouvelle Espagne)[1].
- L'église saint François-Xavier, d'inspiration baroque churrigueresque, est désacralisée. Elle abrite la collection du musée[1].
- À une trentaine de kilomètres au nord-est : l'aqueduc d'Arcos del Sitio[1].